# Prof. Van Winterprijs
De Prof. Van Winterprijs is een tweejaarlijkse prijs voor het beste boek op het terrein van de lokale en regionale geschiedenis. De boeken moeten een bovenlocaal en wetenschappelijk karakter hebben en verschenen zijn in de twee jaar voor de prijsuitreiking, en zijn doorgaans proefschriften.
De prijs bestaat naast de eer uit een bedrag van 3500 euro. De organisatie is in handen van het Huygens Instituut voor Nederlandse Geschiedenis, terwijl de geldprijs ter beschikking wordt gesteld door het Prof. Van Winterfonds.
De prijs is vernoemd naar prof. dr. Pieter Jan van Winter (1895-1990). Op de prijsuitreiking wordt hij vertegenwoordigd door zijn dochter, de emeritus hoogleraar prof. dr. Johanna Maria van Winter, waarbij zij een korte voordracht houdt.

## Winnaars
| Jaar | Winnaar                  | Publicatie | Jury |
| ---- | ------------------------ | --- | --- |
| 2003 | Marlou Schrover          | Een kolonie van Duitsers. Groepsvorming onder Duitse immigranten in de negentiende eeuw | |
| 2005 | Theo Spek                | Het Drentse esdorpenlandschap. Een historisch-geografische studie | |
| 2007 | Griet Vermeesch          | Oorlog, steden en staatsvorming. De grenssteden Gorinchem en Doesburg tijdens de geboorte-eeuw van de Republiek (1570-1680) | Prof.dr. Koen Goudriaan (voorz.) Prof.dr. Maarten Duijvendak Dr. Aad de Klerk Prof.dr. Marlou Schrover Dr. Thera Wijsenbeek Dr. Albert van der Zeijden (secr.) |
| 2009 | Han Nijdam               | Lichaam, eer en recht in middeleeuws Friesland. Een studie naar de Oudfriese boeteregisters (Proefschrift) De prijsuitreiking vond plaats op de studiedag van de Fryske Akademy.                                                                              | Prof.dr. Koen Goudriaan (voorz.) Prof.dr. Maarten Duijvendak Dr. Aad de Klerk Prof.dr. Marlou Schrover Dr. Thera Wijsenbeek Dr. Albert van der Zeijden (secr.) |
| 2011 | Pieter Caljé             | Student, universiteit en samenleving. De Groningse universiteit in de negentiende eeuw In 2009 verschenen bij Uitgeverij Verloren in Hilversum De prijsuitreiking vond plaats in de senaatskamer van de Rijksuniversiteit Groningen.                          | Prof. dr. Maarten Duijvendak (voorz.) Prof. dr. Hans Mol Prof. dr. Peter Nissen Prof. dr. Marlou Schrover Dr. Jos Wassink Dr. Albert van der Zeijden (secr.)   |
| 2013 | Boudien de Vries         | Een stad vol lezers. Leescultuur in Haarlem in de negentiende eeuw | Prof.dr. Maarten Duijvendak (voorz.) Prof.dr. Hans Mol Prof.dr. Peter Nissen Prof.dr. Petra van Dam Dr. Remi van Schaik Renske Siemens (secr.)                 |
| 2015 | Clé Lesger               | Het winkellandschap van Amsterdam. Stedelijke structuur en winkelbedrijf in de vroegmoderne en moderne tijd. Clé Lesger is verbonden aan de Universiteit van Amsterdam De inzending omvatte 72 lokaal-en regionaalhistorische boeken verschenen in 2013-2014. | |
| 2017 | Janny Bloembergen-Lukkes | Paradoxale modernisering. Ede 1945-1995: groot geworden, herkenbaar gebleven | |
| 2019 | Lennert Savenije         | Nijmegen, collaboratie en verzet. Een stad in oorlogstijd | |
| 2021 | Enny de Bruijn           | De hoeve en het hart. Een boerenfamilie in de Gouden Eeuw. | Hanno Brand Sophie Elpers Renger de Bruin Elise van Nederveen Meerkerk Joost Rosendaal                                                                         |
| 2023 | Gerrit van Oosterom      | Boeren op de buitenplaats. De relatie tussen landbouw en buitenleven in het Amstellands Arcadië (1640-1840) | Hanno Brand Sophie Elpers Renger de Bruin Dolly Verhoeven Arnoud-Jan Bijsterveld.                                                                              |